# Spilosoma subvaria
Spilosoma subvaria là một loài bướm đêm thuộc phân họ Arctiinae, họ Erebidae.